# Stephanopis nodosa
Stephanopis nodosa là một loài nhện trong họ Thomisidae.
Loài này thuộc chi Stephanopis. Stephanopis nodosa được Hercule Nicolet miêu tả năm 1849.